# Манро-Фоллс (Огайо)
Манро-Фоллс (англ. Munroe Falls) — місто (англ. city) в США, в окрузі Самміт штату Огайо. Населення — 5044 особи (2020).

## Географія
Манро-Фоллс розташоване за координатами 41°8′22″ пн. ш. 81°26′10″ зх. д. / 41.13944° пн. ш. 81.43611° зх. д. (41.139576, -81.436066).  За даними Бюро перепису населення США в 2010 році місто мало площу 7,28 км², з яких 7,04 км² — суходіл та 0,24 км² — водойми.

## Демографія
Згідно з переписом 2010 року, у місті мешкало 5012 осіб у 2086 домогосподарствах у складі 1467 родин. Густота населення становила 689 осіб/км².  Було 2189 помешкань (301/км²).
Расовий склад населення:
| - 95,6 % — білих - 1,5 % — чорних або афроамериканців - 1,4 % — азіатів - 0,1 % — корінних американців |

До двох чи більше рас належало 1,2 %. Частка іспаномовних становила 1,2 % від усіх жителів.
За віковим діапазоном населення розподілялося таким чином: 20,2 % — особи молодші 18 років, 63,5 % — особи у віці 18—64 років, 16,3 % — особи у віці 65 років та старші. Медіана віку мешканця становила 45,1 року. На 100 осіб жіночої статі у місті припадало 94,9 чоловіків;  на 100 жінок у віці від 18 років та старших — 93,0 чоловіків також старших 18 років.
Середній дохід на одне домашнє господарство  становив 80 658 доларів США (медіана — 63 697), а середній дохід на одну сім'ю — 95 641 долар (медіана — 82 222). Медіана доходів становила 51 141 долар для чоловіків та 37 805 доларів для жінок. За межею бідності перебувало 2,6 % осіб, у тому числі 0,0 % дітей у віці до 18 років та 8,2 % осіб у віці 65 років та старших.
Цивільне працевлаштоване населення становило 2770 осіб. Основні галузі зайнятості: освіта, охорона здоров'я та соціальна допомога — 28,8 %, виробництво — 16,5 %, мистецтво, розваги та відпочинок — 10,1 %, науковці, спеціалісти, менеджери — 9,9 %.